# Förstakammarvalet i Sverige 1961
Förstakammarvalet i Sverige 1961 var ett val i Sverige till Sveriges riksdags första kammare. Valet hölls i den första valkretsgruppen i september månad 1961 för mandatperioden 1962-1969.
Valet hölls i två valkretsar, utgörande den första valkretsgruppen: Stockholms stads valkrets och Älvsborgs läns valkrets. Ledamöterna utsågs av valmän från de landsting som valkretsarna motsvarade. För de städer som inte ingick i landsting var valmännen stadsfullmäktige. Ordinarie val till den första valkretsgruppen hade senast ägt rum 1953.

## Valmän
| Landsting/ stadsfullmäktige | H    | C   | F    | S    | SKP | Totalt |
| --------------------------- | ---- | --- | ---- | ---- | --- | ------ |
| Landsting/ stadsfullmäktige |      |     |      |      |     | Totalt |
| Stockholm                   | 29   | 0   | 20   | 45   | 6   | 100    |
| Älvsborg                    | 20   | 15  | 14   | 39   | 0   | 88     |
| Totalt                      | 49   | 15  | 34   | 84   | 6   | 188    |
| %                           | 26,0 | 8,0 | 18,1 | 44,7 | 3,2 | 100,0  |

## Mandatfördelning
Den nya mandatfördelningen som gällde vid riksdagen 1962 innebar att Socialdemokraterna behöll egen majoritet. 
| Parti  | Parti                        | FK 1961 | 1:a valkretsgruppen | 1:a valkretsgruppen | 1:a valkretsgruppen | FK 1962 |
| Parti  | Parti                        | FK 1961 | Innan               | Efter               | Ändring             | FK 1962 |
| ------ | ---------------------------- | ------- | ------------------- | ------------------- | ------------------- | ------- |
|        | Socialdemokraterna           | 77      | 11                  | 10                  | ▬                   | 77      |
|        | Folkpartiet                  | 33      | 8                   | 4                   | ▼4                  | 29      |
|        | Högerpartiet                 | 19      | 3                   | 7                   | ▲4                  | 23      |
|        | Centerpartiet                | 20      | 2                   | 1                   | ▼1                  | 19      |
|        | Sveriges kommunistiska parti | 2       | 0                   | 1                   | ▲1                  | 3       |
| Totalt | Totalt                       | 151     | 24                  | 23                  | ▼1                  | 151     |

## Invalda riksdagsledamöter
Stockholms stads valkrets:
- Ebon Andersson, h
- Allan Hernelius, h
- Yngve Holmberg, h
- Blenda Ljungberg, h
- Jonas Nordenson, h
- Per-Olof Hanson, fp
- Birger Lundström, fp
- Margareta Nordström, fp
- Carl Albert Anderson, s
- Lennart Geijer, s
- Knut Johansson, s
- Herman Kling, s
- Ulla Lindström, s
- Alva Myrdal, s
- Axel Strand, s
- Fritjof Lager, k

Älvsborgs läns valkrets:
- Arvid Enarsson, h
- Ragnar Sveningsson, h
- Torsten Andersson, c
- Johan Kronstrand, fp
- John Ericsson, s
- Herbert Larsson, s
- Gunnar Sträng, s